# Das Spiel mit dem Schicksal
Das Spiel mit dem Schicksal er en tysk stumfilm fra 1924 instrueret af Siegfried Philippi.

## Medvirkende
- Alfred Abel som Albert Unna
- Sascha Gura som Eva Loray
- Olga Engl som Alberts Mutter
- Claire Rommer som Elena
- Margarete Kupfer som Mittenzweys Freundin
- Vera Skidelsky som Beider Tochter
- Charles Willy Kayser som Friedrich Bessel
- Fritz Schulz som Heinrich Höther